# Thomas Schöpf

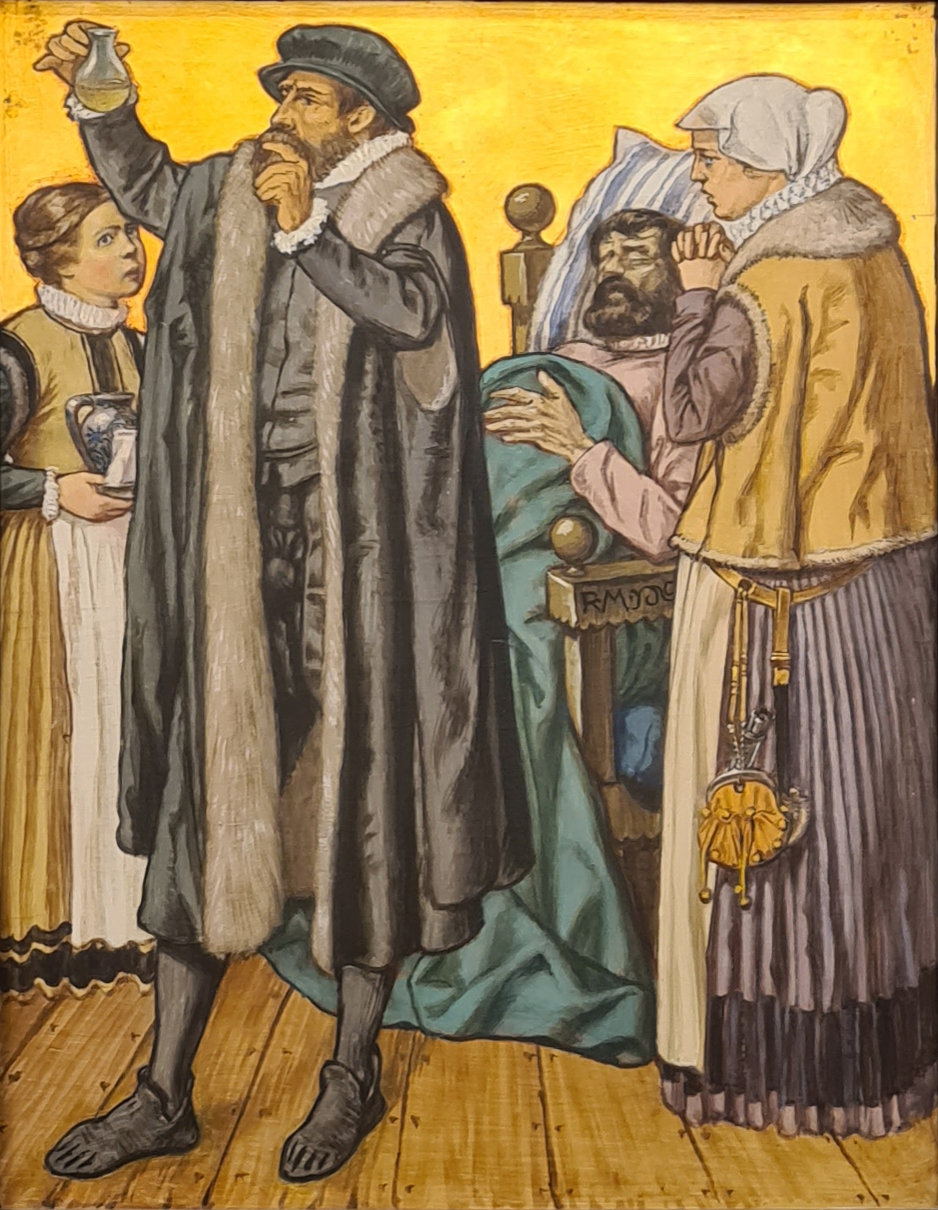
Von Thomas Schöpf gibt es kein zeitgenössisches Bild. 1917 stellte sich Rudolf Münger den Stadtarzt bei einem Pestkranken so vor.

Thomas Schöpf (* 1520 in Breisach; † 1577 in Bern) war Stadtarzt von Bern und angeblicher Kartograf.

## Leben
Thomas Schöpf studierte von 1541 bis 1543 an der Universität Basel die Freien Künste (Abschluss: Bakkalaureat). Er setzte sein Studium in Wittenberg fort und schloss 1546 mit dem Magister Artium ab. Basel anerkannte 1547 die Wittenberger Promotion. Als Magister zu St. Peter heiratete er 1547 Anna Suracher (1529– um 1554), Tochter des Gastwirts «Zur Blume». Das Paar bekam drei Kinder, von denen nur das älteste, Anna (* 1548), überlebte. 1552 begann Schöpf ein Medizinstudium in Basel, das er in Montpellier 1552–1553 fortsetzte (Bakkalaureat); in seiner Reisegesellschaft nach Montpellier war der junge Felix Platter. Auf der Rückreise nach Basel promovierte Schöpf 1553 in Valence zum Doktor der Medizin. 1554–1564 war er Stadtarzt im elsässischen Colmar. Im Dezember 1564 wurde er vom bernischen Rat als Stadtarzt nach Bern berufen; im Januar 1565 trat er die Stelle an. Schöpf wohnte mit seiner zweiten Ehefrau Elsbeth Hoffmann († 1606) im Doktorhaus «Zum Schützen» zusammen mit ihren vier Kindern und Tochter Anna Schöpf († nach 1600) aus erster Ehe. Schöpf war Angehöriger der Gesellschaft zu Mittellöwen in Bern.
Schöpf starb am 16. Juni 1577 in Bern an der Pest. Sein Testament wurde am 16. September 1577 bestätigt, ist jedoch nicht erhalten.

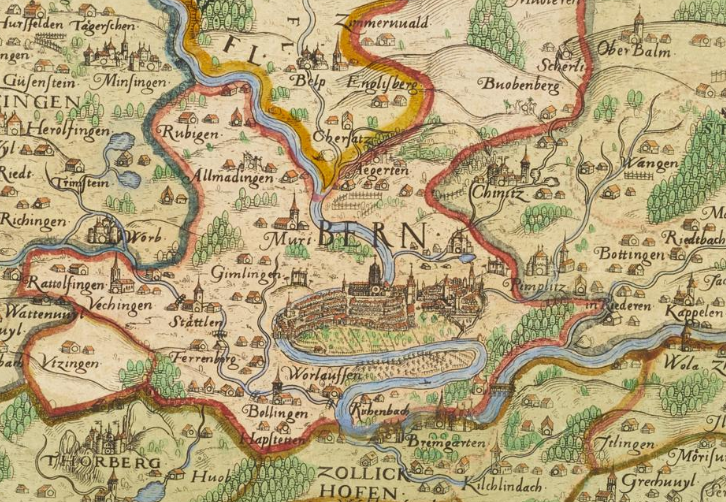
Exemplar der Karte von 1578 (B): Ausschnitt um Bern

Schöpf galt lange als Urheber einer handschriftlichen Landesbeschreibung sowie einer Wandkarte des bernischen Staatsgebiets, die 1577 als Manuskript vorlag und erst nach seinem Tod 1578 im Kupferstichdruck erschien. Ein zweiter Druck wurde 1672 von Albrecht Meyer in Bern herausgegeben. Der mittlere Massstab liegt bei 1:115'000. Die Karte wurde von der bernischen Obrigkeit gefördert, sie entstand jedoch nicht in deren Auftrag. Neben derjenigen von Jos Murer handelt es sich um die bedeutendste Gebietskarte des 16. Jahrhunderts in der Schweiz. Bis zum Ende des 18. Jahrhunderts blieb sie die beste Karte des Berner Gebiets. Sie diente auch dem bernischen Stadtbaumeister Joseph Plepp als Grundlage für seine Karte des bernischen Staatsgebietes von 1638.

## Landesbeschreibungen: Karte des Staates Bern (1578) und Chorographie (1577)

### Karte
Digitalisierte Karte des Erstdrucks der Schöpfkarte durch Bernhard Jobin, Strassburg 1578.
A. Leicht kolorierte Wandkarte des Staatsarchivs des Kantons Bern (Signatur StABE, AA 1759).
B. Schöpfkarte von 1578 aus der Ryhiner-Kartensammlung in der Universitätsbibliothek Bern, von Ryhiner stark koloriert (Signatur: MUE Ryh 3211 : 6–14).
In der Karte von 1578 in Tafel 7: Mit einem separat mit Bleilettern gedruckten und eingeklebten lateinischen Text widmet «Thomas Schepffius, D. M.» die Karte dem Berner Rat mit Datierung «pridie Calend. Septemb. anni M.D.LXXVII» (31. August 1577)
Digitalisierte Karte des 2. Drucks des Albrecht Meyer, Bern 1672, Exemplar der Universitätsbibliothek Basel online.
Liste der bekannten Exemplare: 6 Exemplare des Erstdrucks von 1578 und 15 Exemplare des 2. Drucks von 1672.
- Die Karte ist südorientiert und beruht auf einer längentreuen normalachsigen Zylinderprojektion. Der mittlere Massstab der Karte liegt bei 1:115'000; ihre planimetrische Genauigkeit ist nach Markus Oehrli von hoher Qualität.[12]
- Chorographie von 1577 und Karte von 1578 sind eng verknüpft: Die Chorographie enthält die älteste erhaltene schriftliche Fassung des seit dem 14. Jahrhundert bei jeder Gebietserweiterung weiterentwickelten bernischen Rekrutierungsnetzes mit Distanzangaben zwischen Orten in Marschzeiten in Stunden, Minuten und Sekunden. Der Karte wurde dieses Rekrutierungsnetz als Mittel der Distanzmessung zugrunde gelegt.[13]

- Demgegenüber vertritt der Geograf Hans-Rudolf Egli die Ansicht, dass die Distanzen auf der Karte gemessen und in den Text der Chorographie eingetragen wurden.[14]
- In der Publikation  von Anne-Marie Dubler werden auch die Nachwirkungen der Karte und der Chorographie vom 16. bis ins 19. Jahrhundert dargestellt. Im Bereich der Landesverteidigung waren es Militärreformen und der Befestigungsbau, bei der Chorographie deren Fortsetzung durch Johann Friedrich von Ryhiner (1732–1803) und Karl Jakob Durheim (1780–1866).

### Landesbeschreibung (Chorographie)
Digitalisat der zweibändigen Originalhandschrift der Chorographie im Staatsarchiv des Kantons Bern (mit der Signatur StABE, DQ 725 und DQ 726): Band 1 und Band 2.
Deutsche Übersetzung von Theresa Rothfuß, digital abrufbar auf der Seite des Ludwig Boltzmann-Institutes für neulateinische Studien in Innsbruck.
- Die ausschliesslich für die Staatsverwaltung bestimmte Originalhandschrift von 1577 blieb im bernischen Archiv. Erst vom Jahr 1600 an wird sie in Auszügen abgeschrieben, häufiger erst nach 1640.[18]

- Die Chorographie bietet Informationen zur Organisation des Staates sowohl bezüglich der Verwaltung als auch der militärischen Gebietssicherung. Sie bietet für die Lokalgeschichte teils älteste Hinweise auf den damaligen Zustand der Landschaften und Siedlungen, was sie zur Instruktion für Landvögte vor Antritt ihrer Vogteiverwaltung wertvoll machte. In ihrer Fülle von Namen kann sie auch als namenkundliches Werk bezeichnet werden.[19][20]

### Schöpfs zweifelhafte Autorschaft
Thomas Schöpf wird in der handschriftlichen Landesbeschreibung, der Chorographia von 1577 und in der grossformatigen gedruckten Wandkarte der Stadtrepublik Bern aus dem Jahr 1578 als Autor genannt. Gründliche archivalische Forschungen zeigen aber, dass Schöpf zwar seinen Namen für dieses Unternehmen hergegeben hat, dass er aber Strohmann war für ein Projekt, dessen Urheber verborgen bleiben sollten.
Die Historikerin Anne-Marie Dubler hat die familiären und beruflichen Lebensumstände von Thomas Schöpf als Stadtarzt von Bern von 1565 bis zu seinem Tod 1577 erforscht, ebenso mit Archivstudien seinen familiären und beruflichen Werdegang von Breisach über Basel und Colmar bis nach Bern. Sie stellt fest, dass Schöpf als Breisacher in Bern weder die Ortskenntnisse hatte noch, als vielbeschäftigter Arzt, die Zeit, neben seinem anstrengenden Beruf in Zeiten von Pestepidemien eine zweibändige Landesbeschreibung des bernischen Staates zu schreiben und die Herstellung einer grossformatigen Landkarte zu organisieren, die das bernische Staatsgebiet, das damals von Genf bis Brugg und vom Jurasüdfuss bis zu den Hochalpen reichte, abbilden sollte.
Als Autor, der den Stadtarzt für seine Zwecke als Strohmann einsetzte, nennt Anne-Marie Dubler Generalkommissär Niklaus Zurkinden (1506–1588). Er muss den Text der Landesbeschreibung (Chorographie genannt) in Latein verfasst und die Herstellung der Karte organisiert haben. Als Ratsherr und ehemaliger Generalkommissär des 1536 eingenommenen Waadtlandes hatte er Zugang zum Gewölbe, dem bernischen Archiv und zu allen Dokumenten. Er sorgte für Geheimhaltung des Unternehmens, bis zum Moment, da es vorzeigbar war. Diese älteste bernische Landesbeschreibung enthält alle Verwaltungsämter (Vogteien) und Privatherrschaften mit ihren Kirchgemeinden, Dörfern und Weilern, zur Distanzmessung zwischen Orten versehen mit den Marschzeiten aus dem alten militärischen Rekrutierungsnetz. Diese Informationen beruhen auf seinen historischen und topographischen Landeskenntnissen und auf seinem freien Zugang zum bernischen Archiv. Dem ersten Textband stellt er, ebenfalls unter dem Namen Schöpfs, ein staatsphilosophisches Vorwort in Latein voran, worin er als Erasmianer seine friedenstiftende Denkungsart zu erkennen gibt. Als Schreiber der Chorographie diente Schöpfs Schwiegersohn Jakob Bucher (1543–1616), damals Ratsschreiber von Bern und seit 1569 mit Schöpfs Tochter aus erster Ehe, Anna (1548 bis nach 1600), verheiratet. Dieses Einbinden von Verwandten in das Unternehmen erleichterte die Geheimhaltung.
Von Anfang an beteiligt war der Schwager von Thomas Schöpf, der Kartenverleger Adelberg Sauracker (geb. vor 1528–1592) in Basel. Er war interessiert am Druck im Kupferstichverfahren einer Karte des Staates Bern, die er in den Handel bringen wollte. Sauracker war Schöpfs Schwager; er wusste, dass Schöpf eine neue Stelle in einer reformierten Stadt suchte. Über Stadtschreiber Zurkinden erhielt Schöpf im Dezember 1564 die Berufung auf die verwaiste Stelle als Stadtarzt von Bern.
Ausführender war der Maler, Zeichner und Visierer Martin Krumm (1540–1577), Bernburger, verheiratet mit Zurkindens Tochter Eva. Er wurde mit den Vorarbeiten und der Herstellung von Skizzen betraut, sowie mit der Illustrierung der beiden Textbände, starb aber vor Abschluss der Arbeit und wurde durch Mathys Walther ersetzt.
Im Sommer 1576 wurde die Sache in den Rat getragen. Dieser bewilligte am 3. August 1576 die Publikation der Karte, deren Druckfinanzierung am 26. September und die Aufenthaltsbewilligung für den Kupferstecher Johannes Martin aus Deventer am 17. Dezember. Sauracker wählte als Drucker Bernhard Jobin in Strassburg. Schöpf erlebte die Vollendung der Arbeiten nicht, er starb am 16. Juni 1577. Nach Abschluss des Drucks in Strassburg wurde im Februar 1578 das offizielle Exemplar der Wandkarte in Bern einem Ratsausschuss vorgestellt, überreicht, und in das Archiv versorgt. Gleichzeitig wurde der weitere Druck und Verkauf unterbunden. Die Beteiligten wurden entschädigt, der Rat liess die Kupferplatten abholen und in Bern ins Archiv legen, wo sie 100 Jahre später für den zweiten Druck gebraucht wurden.
Dieser These der zweifelhaften Autorschaft von Thomas Schöpf widerspricht Kaspar Gubler vom Historischen Institut der Universität Bern, weil diese überwiegend auf Vermutungen basiert und nicht belegt werden kann; er veröffentlichte hierzu einen Aufsatz von dem eine erweiterte Fassung in Vorbereitung für den Druck ist.

## Ausstellung
Die Universitätsbibliothek Bern zeigte 2020 in einer Ausstellung die Schöpfkarte. Auf der dazugehörigen Webseite finden sich unter anderem eine Materialienseite sowie eine virtuelle Ausstellung.

## Werk
- Inclitae Bernatum urbis, cum omni ditionis suae agro et provinciis delineatio chorographica. 9 Blätter à je 2 Druckplatten. Gezeichnet und in Kupfer gestochen von den Malern Martin Krumm aus Bern und Johann Martin aus Deventer , herausgegeben unter Mitwirkung von Adelberg Saueracher in Basel und gedruckt von Bernhard Jobin in Strassburg, 1578; 2. Druck von Albrecht Meyer, Bern 1672 doi:10.3931/e-rara-14060.